# Котов Тарас Олександрович
Котов Тарас Олександрович — український громадський і політичний діяч, бізнесмен, юрист, член політради партії «Демократична Сокира». Голова Ради громадського контролю Бюро економічної безпеки України.

## Освіта
- 2011—2015 Київський національний університет імені Тараса Шевченка, механіко-математичний факультет, бакалавр теорії ймовірностей та математичної статистики.
- 2015—2017 Київський столичний університет імені Бориса Грінченка, факультет інформаційних технологій та менеджменту, магістр математичного моделювання.
- 2015—2018 Інститут післядипломної освіти Київського національного університету імені Тараса Шевченка, магістр фінансів (диплом з відзнакою).
- 2018—2020 Інститут післядипломної освіти Київського національного університету імені Тараса Шевченка, магістр права.

Має ступінь Доктора філософії з прикладної математики від Інституту математики НАН України, захист дисертації відбувся 7 грудня 2021 року.

## Професійна діяльність
У 2014—2015 роках був проектним менеджером спілки «Борошномели України». Брав участь у реалізації програми скасування постанови № 1548 від 25 грудня 1996 про регулювання цін, а також у реалізації в Україні двох програм Продовольчої та сільськогосподарської організації ООН.
У 2015—2017 роках займався приватною практикою в якості консультанта щодо взаємодії з органами державної влади з питань внесення змін до регуляторної політики. Забезпечував підтримку проектів українського бізнесу щодо взаємодії з ключовими державними стейкхолдерами.
З 2017 року — керуючий партнер юридичної фірми KOTOV TKACHENKO LAW.
Після початку російського вторгнення в Україну в березні 2022 року добровільно вступив до лав Збройних Сил України.

## Членство
- Українська академія корпоративного управління (UCGA): 2023 — випускник програми Board Direction.
- Асоціація сертифікованих фахівців із розслідування шахрайств (ACFE): лютий 2021 — до сьогодні (у процесі отримання кваліфікації сертифікованого фахівця з питань шахрайства (CFE)).
- Асоціація сертифікованих спеціалістів із боротьби з відмиванням грошей (ACAMS)[6]: лютий 2022 — до сьогодні (у процесі отримання кваліфікації сертифікованого фахівця із протидії відмиванню грошей (CAMS)).

## Громадська діяльність
Має досвід в якості міжнародного експерта з боротьби із корупцією. Займається стратегічною антикорупційною діяльністю в Україні.
Будучи співзасновником Асоціації відповідальних перевізників, став автором ринкової реформи дерегулятора таксі та перевезень за викликом.
Був членом першого скликання Ради громадського контролю Бюро економічної безпеки України з вересня 2021 року. В результаті перевиборів на позачерговому засіданні у липні 2022 року став Головою Ради замість Якова Вороніна.
Одразу після проведення перших конкурсів і зайняття посади Голови розпочав системну роботу щодо висвітлення проблем роботи БЕБ і почав інформування профільного комітету ВР та КМУ. Це стало відправною точкою для створення Тимчасової слідчої комісії з проблем БЕБ. Згодом був запрошений до даної комісії в якості експерта. За його головування РГК БЕБ розробила рекомендації щодо кадрового відбору в Бюро з метою протидії корупційним схемам на етапі рекрутингу та запобіганню найму некваліфікованих чи сумнівних із погляду державної та економічної безпеки співробітників.
Давав чисельні роз'яснення щодо запуску і роботи Бюро у форматі інтерв'ю на телебаченні та на популярних ютуб-каналах. Має публікації щодо втрат держбюджету через нелегальний ігровий бізнес.
У 2023 році після низки корупційних скандалів в Міністерстві оборони України була ініційована зустріч Міністра оборони з представниками громадськості. В рамках цієї зустрічі була створена робоча група, яка напрацювала положення про створення Громадської антикорупційної ради при МО.

## Політична діяльність
Член політичної ради партії «Демократична Сокира». Зона відповідальності: юридичний супровід, законотворчість, правозахисна діяльність.
Займався процесом реєстрації партії «Демократична сокира» у Єдиному державному реєстрі юридичних осіб, фізичних осіб-підприємців та громадських формувань. Представляв юридичні інтереси партії під час оскарження у суді відмови Київської міської територіальної виборчої комісії щодо реєстрації політичної сили на виборах до столичної ради. В результаті Шостий апеляційний суд скасував рішення ТВК і дозволив реєстрацію кандидатів від партії.
В 2020 році балотувався від політичної партії «Демократична сокира» до Київської міської ради 9-го скликання. Не був обраний.